# Gerhard Stolle
Pour les articles homonymes, voir Stolle.
Gerhard Stolle (né le 11 novembre 1952) est un athlète allemand, spécialiste des courses de demi-fond.

## Biographie
Concourant sous les couleurs de la République démocratique allemande dans les années 1970, Gerhard Stolle se classe deuxième des Championnats d'Europe en salle de 1973 derrière le Français Francis Gonzalez.
Cinquième des Championnats d'Europe en plein air de 1974, il remporte le titre du 800 m lors des Championnats d'Europe en salle 1975, à Katowice, en devançant le Belge Ivo Van Damme et le Soviétique Vladimir Ponomaryov. 

### Palmarès
| Date | Compétition                    | Lieu      | Résultat | Épreuve |
| ---- | ------------------------------ | --------- | -------- | ------- |
| 1973 | Championnats d'Europe en salle | Rotterdam | 2e       | 800 m   |
| 1974 | Championnats d'Europe          | Rome      | 5e       | 800 m   |
| 1975 | Championnats d'Europe en salle | Katowice  | 1er      | 800 m   |

### Records
| Épreuve | Performance   | Lieu | Date             |
| ------- | ------------- | ---- | ---------------- |
| 800 m   | 1 min 46 s 19 | Rome | 4 septembre 1974 |